# Bocksbeutel
Bocksbeutel er en vinflaske i form af en flad ellipsoide. Ordet betyder gedebukkepung. Den bruges normalt til vin fra Franken i Tyskland og portugisisk vin især rosé. I sjældne tilfælde bruges den til italiensk og græsk vin.
Oprindeligt skabtes vinflasken, fordi tyskerne i 1700-tallet ville undgå forfalskninger af vin. Især vinen Würzburger Stein var udsat for forfalskning. I 1718 blev Bocksbeutel født i Würzburg og blev kendetegnet for vin fra Franken.
Den ellipseformede form gør, at flaskerne ikke ruller rundt mellem hinanden under transporten. Det ville de gøre, hvis de var runde i stedet for ellipseformede.